# Wordle
Wordle je webová slovní hra vyvinutá Joshem Wardlem, ve které se hráči snaží uhodnout pětipísmenné slovo v šesti pokusech. Po každém pokusu se hráči zobrazí zpětná vazba ve formě barevných destiček, informující o tom, která písmena jsou na správné pozici a která jsou na jiných pozicích hádaného slova. Hádané slovo, které je pro všechny stejné, se generuje jen jedenkrát denně.
Název hry je slovní hříčkou vycházející ze jména autora.
V lednu 2022 hru koupila společnost The New York Times Company.

## Vznik hry
Josh Wardle, softwarový inženýr z Brooklynu, hru původně vytvořil pouze pro sebe a svou partnerku. Hra byla zveřejněna v říjnu 2021. V prosinci téhož roku si hra získala popularitu poté, co do ní Wardle přidal možnost sdílet denní výsledky v podobě čtvercových emotikonů na sociální síti Twitter.

## Hratelnost
Pro každý den je vybráno pětipísmenné slovo, které se hráči snaží uhodnout během šesti pokusů. Po každém pokusu jsou jeho písmena označena zelenou, žlutou nebo šedou barvou. Zelená znamená, že písmeno je uhodnuto a na správné pozici, žlutá znamená, že písmeno je uhodnuto, ale není na správné pozici, šedá znamená, že dané písmeno není ve slově obsaženo. Zobrazená klávesnice ve spodní části hry navíc zobrazuje všechna použitá i nepoužitá písmena, která jsou zde odlišena světle šedou barvou. Denní slovo je vždy pro všechny stejné.

## Varianty a klony
Poté, co Wordle narostlo na začátku roku 2022 na popularitě, vznikla řada klonů. Některé z nich mění základní principy fungování hry. Například ve verzi Absurdle se každým tipem mění hádané slovo, přičemž dříve objevená písmena se nemění. V jednom z klonů je hádané slovo tvořeno čtyřmi písmeny, v dalším si mohou hráči zvolit délku slova sami. Existují i verze hry, ve kterých hráč nehádá slovo, ale například státy. Několik klonů s podporou reklam se objevilo na začátku ledna 2022 v obchodě App Store, základní principy se však v nich nikterak nezměnily a dokonce používaly i původní jméno hry. Uživatelé tyto klony kritizovaly a ke konci 11. ledna byla většina z nich z obchodu App Store odstraněna.
Krátce poté, co se Wordle zpopularizovalo v lednu 2022 mezi anglicky mluvícími uživateli, bylo vytvořeno několik dalších jazykových verzí. Hannah Parková vyvinula otevřenou verzi základní hry Wordle, kterou Aiden Pine upravil tak, aby dokázala pojmout větší pole znakových sad. Díky tomu se zpřístupnila možnost většího počtu jazyků. K únoru 2022 bylo na internetových stránkách „Wordles of the World“ zdokumentováno na 350 různých verzích hry Wordle. Z toho je 91 verzí založeno na skutečných jazycích, a to včetně historických a místních nářečí, dále na domorodých jazycích, jazycích používajících znaky, jako je čínské čcheng-jü a americký znakový jazyk, a fiktivních jazycích, např. klingonštiny.

### Jazyky
Vybrané jazykové verze hry Wordle:
- Arabština[13]
- Čeština[14]
- Francouzština[15][16]
- Hebrejština[15][17]
- Japonština[18][19]
- Němčina[20][21]